# Rufoclanis
Rufoclanis é um gênero de mariposa pertencente à família Bombycidae.